# Ozophora levis
Ozophora levis är en insektsart som beskrevs av Slater och Baranowski 1983. Ozophora levis ingår i släktet Ozophora och familjen Rhyparochromidae. Inga underarter finns listade i Catalogue of Life.